# Noise pop
Il noise pop è un sottogenere del rock alternativo e dell'indie rock sviluppato a metà degli anni '80 nel Regno Unito e negli Stati Uniti. È definito dalla miscela di rumorismo e canzone tipica della musica pop.
Lo shoegaze, un altro genere sviluppato negli anni ottanta sul connubio tra rumorismo e canzone, ha attinto molto dal noise pop.

## Caratteristiche
Il noise pop è stato descritto da AllMusic come "il punto a metà tra la Bubblegum pop e l'avanguardia"; la combinazione della scrittura di canzoni pop convenzionale con un suono sperimentale fatto di rumore bianco, chitarre distorte e bordoni. Di conseguenza, lo stile "ha spesso un'atmosfera confusa e narcotica, poiché le melodie si spostano attraverso le trame vorticose della chitarra. Ma può anche essere luminoso e vivace, o spigoloso e stimolante".

## Storia
Se è vero che AllMusic cita i Velvet Underground come origine del genere, con i loro esperimenti con feedback e distorsione sui loro primi album, i primi gruppi del rock alternativo americano che mescolavano strutture di canzoni rock and roll con distorsioni estreme e feedback di chitarra come Sonic Youth, Yo La Tengo, Hüsker Dü e Dinosaur Jr., ne furono gli immediati precursori. L'album di debutto dei Jesus and Mary Chain nel 1985, Psychocandy, è considerato da AllMusic l'archetipo del genere noise pop ("praticamente ha dato vita allo stile"). Kareem Estefan di Stylus Magazine ha citato l'album per "aver trasformato l'uso della distorsione nell'indie rock con la sua stridente abrasività, pur riuscendo a presentare alcune delle melodie più orecchiabili degli anni '80".
Più tardi, negli anni '80, il noise pop è stato una delle principali fonti di ispirazione per il movimento shoegazing britannico. Influenzati da The Jesus e Mary Chain, i My Bloody Valentine hanno iniziato a sperimentare una fusione di musica pop e rumorismo degli anni '60 nel loro EP, The New Record by My Bloody Valentine, aprendo la strada al loro futuro sound shoegaze. Il noise pop ha continuato ad essere influente nella scena indie rock negli anni '90.